# Gawrony (Kraszów)
Gawrony – przysiółek wsi Kraszów w Polsce, położony w województwie dolnośląskim, w powiecie oleśnickim, w gminie Międzybórz.
W latach 1975–1998 przysiółek administracyjnie należał do województwa kaliskiego.